# Estanislau Amadeu Kreutz
Dom Estanislau Amadeu Kreutz (Santo Ângelo, 1 de julho de 1928 — Santo Ângelo, 6 de julho de 2014) foi um sacerdote e bispo católico brasileiro, bispo da Diocese de Santo Ângelo.
Formou-se em Filosofia em 1950 e em Teologia em 1954. Foi ordenado padre em 28 de novembro de 1954, com 26 anos de idade. Especializou-se em Sociologia Religiosa em 1963, e fez Doutorado em Teologia Sistemática pela Universidade de Santo Tomás, entre 1964 e 1967, em Roma, na Itália.
Em 10 de junho de 1972, Estanislau foi nomeado Bispo auxiliar de Santo Ângelo. Na mesma data, foi nomeado bispo titular de Maronana. Em 17 de setembro de 1972, ordenou-se bispo titular de Maronana.
No dia 21 de dezembro de 1973, Dom Estanislau foi nomeado bispo da Diocese de Santo Ângelo. O principal celebrante de sua ordenação episcopal foi Dom Aloísio Cardeal Lorscheider. Os concelebrantes foram Dom João Cláudio Colling e Dom Augusto Petró.
O bispado de Dom Estanislau terminou em 15 de junho de 2004, aos 76 anos de idade, quando passou a ser bispo emérito. Faleceu em 06 de julho de 2014, aos 86 anos. Esta sepultado na cripta da Catedral Angelopolitana.

## Lema
- "Spe Gaudentes" (Alegres na Esperança).

## Ordenações episcopais
Dom Estanislau foi o principal sagrante das ordenações episcopais de:
- Dom Altamiro Rossato, C.Ss.R.
- Dom Vital Chitolina, S.C.I.

Foi o principal co-sagrante da ordenação episcopal de:
- Dom Guilherme Antônio Werlang, M.S.F.

## Linha episcopal
Segue a lista de sucessão apostólica de Dom Estanislau Kreutz:
- Bispo Estanislau Amadeu Kreutz (1972)
- Aloísio Leo Arlindo Cardeal Lorscheider, O.F.M. †(1962)
- Alfredo Vicente Cardeal Scherer † (1947)
- Carlo Cardeal Chiarlo † (1928)
- Pietro Cardeal Gasparri † (1898)
- François-Marie-Benjamin Cardeal Richard de la Vergne † (1872)
- Joseph Hippolyte Cardeal Guibert, O.M.I. † (1842)
- Bispo St. Eugène-Charles-Joseph de Mazenod, O.M.I. † (1832)
- Carlo Cardeal Odescalchi, S.J. † (1823)
- Giulio Maria Cardeal della Somaglia † (1788)
- Hyacinthe-Sigismond Cardeal Gerdil, B. † (1777)
- Marcantonio Cardeal Colonna † (1762)
- Papa Carlo della Torre Rezzonico † (1743)
- Papa Prospero Lorenzo Lambertini † (1724)
- Papa Pietro Francesco (Vincenzo Maria) Orsini de Gravina, O.P. † (1675)
- Paluzzo Cardeal Paluzzi Altieri Degli Albertoni † (1666)
- Ulderico Cardeal Carpegna † (1630)
- Luigi Cardeal Caetani † (1622)
- Ludovico Cardeal Ludovisi † (1621)
- Arcebispo Galeazzo Sanvitale † (1604)
- Girolamo Cardeal Bernerio, O.P. † (1586)
- Giulio Antonio Cardeal Santorio † (1566)
- Scipione Cardeal Rebiba †